# 이매뉴얼 반다
이매뉴얼 저스틴 라비 반다(영어: Emmanuel Justine Rabby Banda, 1997년 9월 29일 ~ )는 사우디아라비아 클럽 알타이와 잠비아 국가대표팀에서 중앙 미드필더로 뛰고 있는 잠비아의 축구 선수이다.

## 구단 경력
이매뉴얼 반다는 은카가 레인저스 FC에서 선수 경력을 시작했다.
2016년 7월, 그는 포르투갈 클럽 SC 에스모리즈로 이적했다.
2017년 7월, 반다는 벨기에 프로 리그의 클럽 오스텐더와 3년 계약을 체결하고 이적했다. 그는 2017년 7월 30일, 로얄 엑셀 무스크롱와의 홈경기에서 0-1로 패한 경기에 교체 출전하며 리그 데뷔 전을 치렀다. 그는 후반 75분 미힐 용케이레를 대신해 투입되었다.
그는 2017년 12월 22일, 바슬란트-베베런과의 원정 경기에서 3–1 승리를 거두며 벨기에 1부 리그 첫 골을 기록했다. 그의 골은 전반 52분 놀리지 무소나의 도움을 받아 터졌으며, 팀에 2–1 리드를 안겼다.
2019년 1월, 그는 임대 형식으로 베지에로 이적했다.
2020년 2월, 이매뉴얼 반다는 스웨덴 디펜딩 챔피언인 유르고르덴 IF와 3년 계약을 체결했다.

## 국가대표팀 경력
20세 이하 선수들과 함께 그는 2017년 U-20 아프리카 네이션스컵에 참가했다. 이 대회에서 그는 말리를 상대로 골을 넣었다. 잠비아는 결승에서 세네갈을 꺾고 우승을 차지했다.
그는 이후 몇 달 뒤 대한민국에서 열린 2017년 FIFA U-20 월드컵에 출전했다. 이 대회에서 그는 이란과 독일을 상대로 각각 골을 넣었다. 잠비아는 8강에서 이탈리아와 맞붙었다.
그는 2017년 9월 5일, 알제리와의 2018년 FIFA 월드컵 예선 경기를 통해 잠비아 국가대표팀에 처음으로 발탁되었으며, 이 경기는 잠비아가 0-1로 패했다.
2023년 12월, 그는 아브람 그란트가 2023년 아프리카 네이션스컵 출전을 위해 선정한 27인의 잠비아 선수 명단에 포함되었다.